# Скоби, Фрэнсис Ричард
Фрэ́нсис Ри́чард «Дик» Ско́би (англ. Francis Richard «Dick» Scobee; 19 мая 1939 — 28 января 1986) — астронавт НАСА, США. Дважды совершал старты в космос в качестве пилота на шаттле «Челленджер»: STS-41C (1984) и STS-51L (1986), подполковник. Был в составе экипажа из 7 астронавтов шаттла «Челленджер» и погиб при его старте 28 января 1986 года в самом начале своего второго полёта.

## Рождение и образование

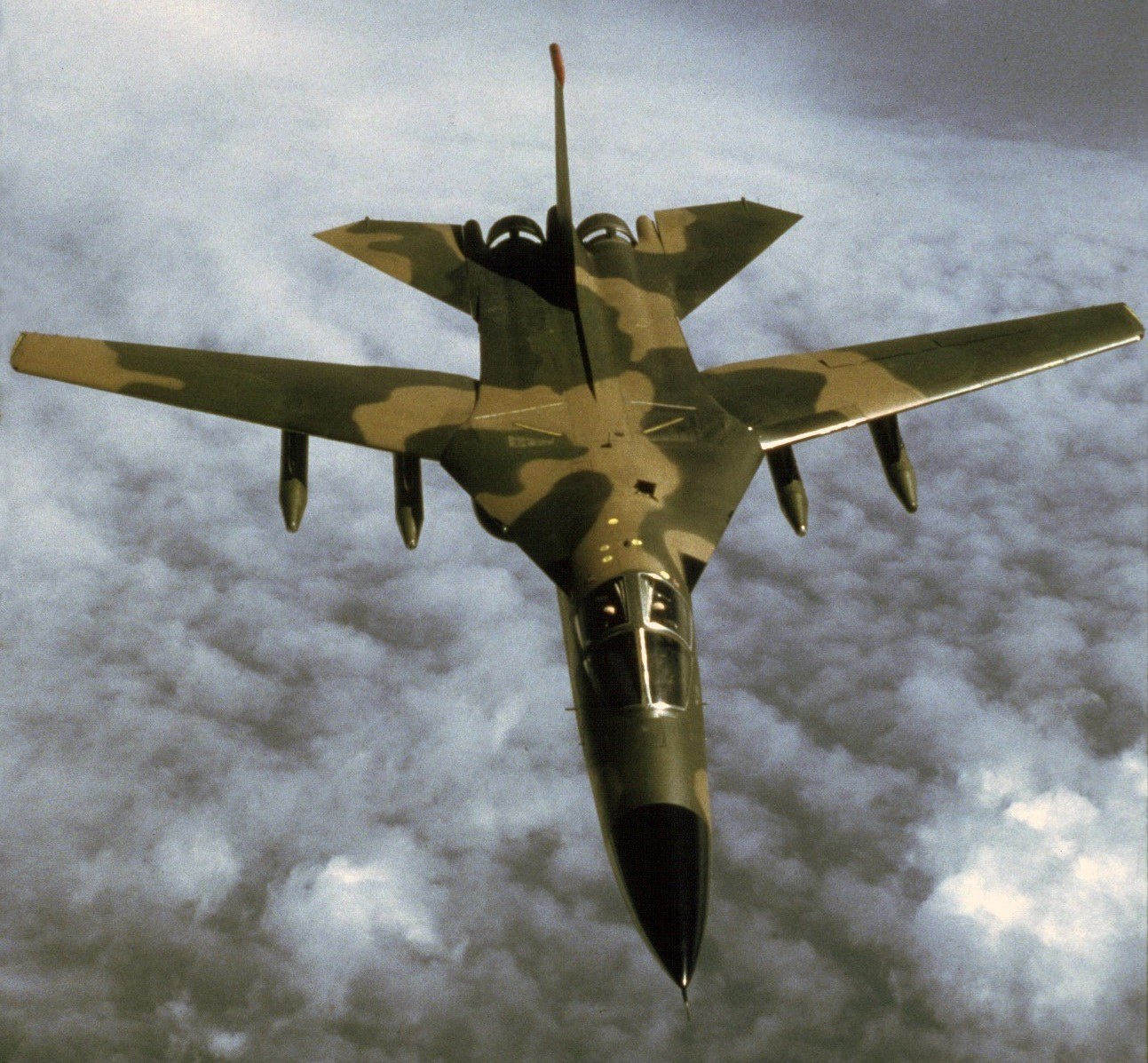
F-111 в полете.

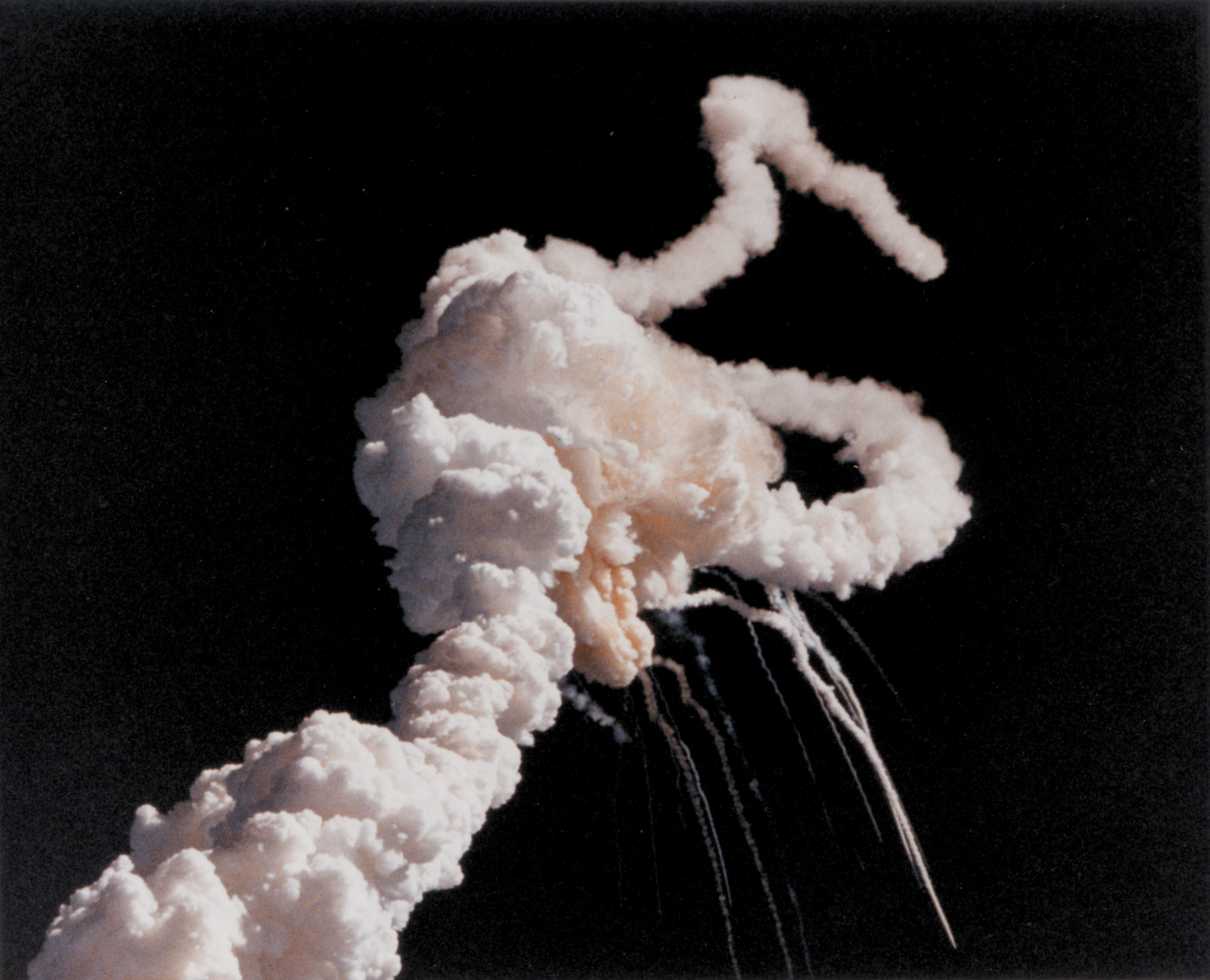
Катастрофа шаттла «Челленджер».

Родился 19 мая 1939 года в городе Кли-Элам, штат Вашингтон (штат). В 1957 году окончил среднюю школу в городе Оборн, штат Вашингтон. В 1965 году окончил Университет Аризоны и получил степень бакалавра наук по аэрокосмической технике.

## ДоНАСА
На службу в ВВС США поступил в 1957 году. Служил механиком поршневых двигателей на базе ВВС Келли в Техасе. Затем в течение двух лет проходил обучение на вечерних курсах Университет Аризоны, после чего был зачислен на курсы подготовки офицеров запаса ВВС. В 1965 году был направлен на летную подготовку, и в 1966 году стал пилотом ВВС США. Служил в разных строевых частях, принимал участие в войне во Вьетнаме. В 1971—1972 годах прошёл подготовку в Аэрокосмической школе пилотов-исследователей ВВС на базе ВВС Эдвардс в Калифорнии. По окончании Школы служил лётчиком-испытателем, принимал участие в испытаниях различных типов ЛА, в том числе Боинг-747, экспериментальный X-24B, участвовал в отработке технологии производства околозвукового ЛА F-111 и самолёта С-5. Общий налёт составлял около 6 500 часов на 45 типах летательных аппаратов. Получил воинское звание майора ВВС в 1978 году, произведён в подполковники ВВС посмертно в 1986 году.

## Космическая подготовка
16 января 1978 года зачислен в отряд астронавтов НАСА во время 8-го набора. Прошёл курс Общекосмической подготовки (ОКП) и в августе 1979 года был зачислен в Отдел астронавтов в качестве пилота шаттла. В дополнение к своим обязанностям в отряде астронавтов работал пилотом-инструктором на принадлежащем НАСА самолете-носителе шаттла Боинг-747.

## Космические полёты
- Первый полёт — STS-41C[3], шаттл «Челленджер». C 6 по 13 апреля 1984 года в качестве пилота шаттла. Продолжительность полёта составила 6 суток 23 часа 41 минуту[4].

- Второй старт — STS-51L[5], шаттл «Челленджер». 28 января 1986 года в качестве командира шаттла. Через 73 секунды после старта из-за дефекта уплотнительного кольца твердотопливного ускорителя шаттл взорвался, весь экипаж погиб.[6].

Общая продолжительность полётов в космос — 6 суток 23 часа 41 минута.

## Награды
Награждён: Медаль «За космический полёт», Космическая медаль почёта Конгресса, его имя внесено в Зал славы астронавтов.

## Семья
Жена — Джун Скоби Роджерс, создатель сети образовательных Чэлленджеровских центров. У него осталось двое детей: дочь Кэти (род. 30.01.1961) и сын Ричард (род. 13.04.1964). Увлечения: живопись, джоггинг, мотоспорт и работы по дереву.

## Память
- Погиб 28 января 1986 года во время катастрофы шаттла Челленджер. Похоронен на Арлингтонском национальном кладбище, штат Виргиния. Его имя увековечено на «Космическом зеркале» — Мемориале астронавтов, расположенном в Космическом центре имени Кеннеди, штат Флорида.
- В 1988 г. Международный астрономический союз присвоил имя Фрэнсиса Ричарда Скоби кратеру на обратной стороне Луны.